# Пальникшор (приток Лемберияхи)
Пальникшор (устар. Пальник-Шор) — река в России, протекает по Ямало-Ненецкому АО. Устье реки находится в 10 км по правому берегу реки Лемберияха. Длина реки составляет 19 км.

## Данные водного реестра
По данным государственного водного реестра России относится к Нижнеобскому бассейновому округу, водохозяйственный участок реки — Надым. Речной бассейн реки — Надым.
Код объекта в государственном водном реестре — 15030000112115300048542.